# تيري ثورنتون
تيري ثورنتون (بالإنجليزية: Teri Thornton)‏ هي مغنية أمريكية، ولدت في 1 سبتمبر 1934 في ديترويت في الولايات المتحدة، وتوفيت في 2 مايو 2000 في إنغلوود في الولايات المتحدة بسبب سرطان المثانة.

## وصلات خارجية
- تيري ثورنتون على موقع ميوزك برينز (الإنجليزية)
- تيري ثورنتون على موقع أول ميوزيك (الإنجليزية)
- تيري ثورنتون على موقع ديسكوغز (الإنجليزية)